# Албертвил (Минесота)
Албертвил (енгл. Albertville) град је у америчкој савезној држави Минесота.

## Демографија
По попису из 2010. године број становника је 7.044, што је 3.423 (94,5%) становника више него 2000. године.
| Група             | 2000.         | 2010.         |
| Белци             | 3.546 (97,9%) | 6.318 (89,7%) |
| Афроамериканци    | 11 (0,3%)     | 174 (2,5%)    |
| Азијати           | 9 (0,2%)      | 214 (3,0%)    |
| Хиспаноамериканци | 24 (0,7%)     | 197 (2,8%)    |
| Укупно            | 3.621         | 7.044         |